# The Range Riders
The Range Riders è un cortometraggio muto del 1910 diretto da Francis Boggs e da Otis Turner .

## Produzione
Il film fu prodotto dalla Selig Polyscope Company. Venne girato nel Missouri, a Flemington. È conosciuto anche con il titolo The Range Rider.
Tutti e tre i protagonisti sono alle loro prime prove di attore: Tom Mix è al suo quinto film; William V. Mong al suo terzo e per la cantante Myrtle Stedman che poi girerà, nella sua carriera, ben 216 film, questo è il debutto sugli schermi.

## Distribuzione
Distribuito dalla General Film Company, il film - un cortometraggio in una bobina - uscì nelle sale cinematografiche statunitensi il 9 giugno 1910. Sembra che non ne siano rimaste copie esistenti e il film viene considerato presumibilmente perduto.